# Transit de Vénus

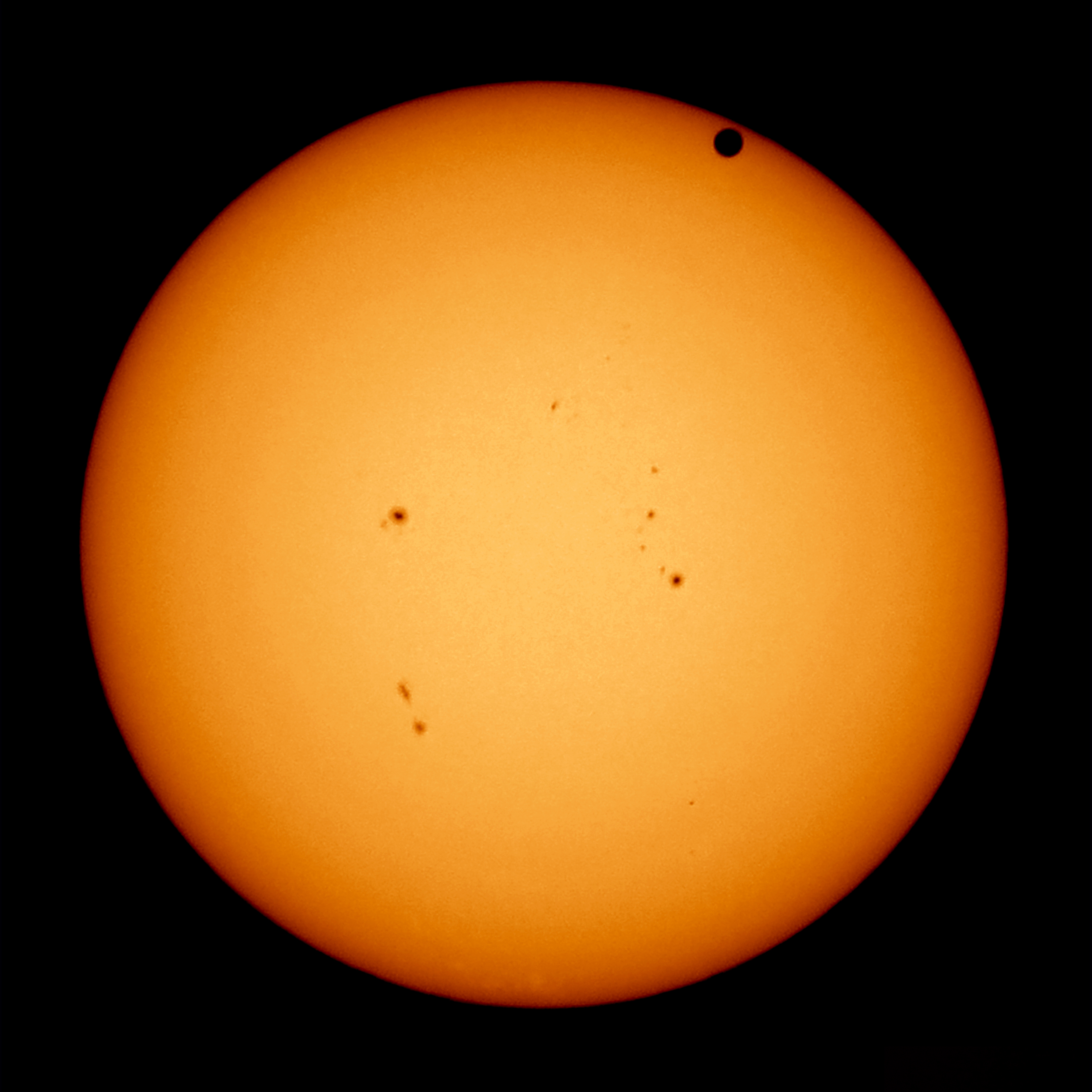
Transit de Vénus en 2012 vu depuis San Francisco. Au centre, on observe des taches solaires.

Un transit de Vénus devant le Soleil se produit lors du passage de la planète Vénus exactement entre la Terre et le Soleil, occultant une petite partie du disque solaire. Pendant le transit, Vénus peut être observée depuis la Terre sous la forme d'un petit disque noir se déplaçant devant le Soleil. La durée de tels transits est en général de quelques heures (celui de 2004 dura 6 heures). Un transit est similaire à une éclipse solaire par la Lune, mais bien que Vénus fasse presque quatre fois la taille de la Lune, elle apparaît bien plus petite du fait de la distance plus importante la séparant de la Terre ; et également de sa plus grande proximité avec le Soleil. Avant l'ère spatiale, l'observation de transits de Vénus aida les scientifiques à calculer la distance Terre-Soleil par la méthode de la parallaxe.
La distance entre le Soleil et Vénus vaut 0,72 UA.
Les transits de Vénus font partie des phénomènes astronomiques prévisibles les moins fréquents et se produisent actuellement suivant une séquence qui se répète tous les 243 ans, avec des paires de transits espacés de 8 ans séparées par 121,5 puis 105,5 ans. Avant 2004, la paire de transits précédente date de décembre 1874 et décembre 1882. Le premier de la paire de transits du début du XXIe siècle a eu lieu le 8 juin 2004 et le suivant a eu lieu le 6 juin 2012. Après 2012, les prochains transits auront lieu en 2117 et 2125.
Un transit de Vénus peut être observé en toute sécurité avec les mêmes précautions que pour l'observation des phases partielles d'une éclipse solaire. Fixer le disque solaire sans protection entraîne rapidement des dégâts oculaires sérieux et parfois des lésions permanentes.

## Conjonctions

Schémas de conjonctions avec Vénus, avec ou sans transit suivant que la conjonction intervienne ou non à la ligne des nœuds.

Dans la plupart des cas, lorsque Vénus et la Terre sont en conjonction, elles ne sont pas alignées avec le Soleil. L'orbite de Vénus est inclinée de 3,4° par rapport à celle de la Terre et passe donc en dessous (ou au-dessus) du Soleil dans le ciel. Observée depuis la Terre, Vénus en conjonction inférieure peut être écartée jusqu'à 9,6° du Soleil bien que l'inclinaison ne soit que de 3,4°. Comme le diamètre angulaire du Soleil est d'environ 1/2 degré, Vénus passe alors au-dessus ou en dessous du Soleil à plus de 18 diamètres solaires.
Le transit advient quand les deux planètes sont en conjonction au moment (ou presque au moment) où elles croisent la ligne d'intersection de leurs plans orbitaux.
Les transits se répètent suivant une séquence de 243 ans avec une paire de transits séparés de 8 ans suivis d'un intervalle de 121,5 ans, une autre paire de transits séparés de 8 ans et un intervalle de 105,5 ans. Cette période de 243 ans provient du fait que 243 années sidérales (365,25636 jours, un peu plus que l'année tropique) fait 88757,3 jours et 395 années sidérales de Vénus (224,701 jours) fait 88757,9 jours. Ainsi, après cette période, Vénus et la Terre sont revenues quasiment aux mêmes positions sur leur orbite. Cette période correspond à 152 périodes synodiques de Vénus.
La séquence 105,5 / 8 / 121,5 / 8 n'est pas la seule possible dans la période de 243 ans à cause du léger décalage entre la conjonction et le passage à la ligne des nœuds. Avant 1518, il n'y avait que trois transits tous les 243 ans suivant la séquence 8 / 113,5 / 121,5, et les huit transits précédant celui de l'an 546 étaient espacés de 121,5 ans. La séquence actuelle continuera jusqu'en 2846 et sera alors remplacée par la séquence 105,5 / 129,5 / 8. Ainsi, la période de 243 ans est relativement stable mais le nombre de transits et leur espacement pendant cette période change au cours des âges,.
La conjonction supérieure de Vénus, lorsque la planète passe à l'arrière du Soleil sans être occultée, a fourni un des tests expérimentaux de la relativité générale. Il a consisté à mesurer l'augmentation du temps de propagation de la lumière lorsque celle-ci passe à proximité d'une grande masse, ici le Soleil. Expérimentalement, le temps de retour d'un écho radar a été mesuré sur une durée d'environ deux ans encadrant le 23 janvier 1970, date à laquelle l'alignement Vénus-Soleil-Terre a été maximal. Les mesures des radiotélescopes d'Arecibo et de Haystack ont constaté un allongement de cette durée atteignant presque 200 ms, en parfait accord avec la théorie.

## Histoire ancienne
Dans l'Antiquité, les astronomes grecs, égyptiens, babyloniens et chinois connaissaient Vénus et notaient ses mouvements. Les Grecs anciens pensaient que les apparitions matinales et vespérales de Vénus correspondaient à deux objets différents, Hesperus l'étoile du soir et Phosphorus l'étoile du matin. On attribue à Pythagore la découverte qu'il s'agissait de la même planète. Au IVe siècle av. J.-C., Héraclide du Pont a émis l'hypothèse que Vénus et Mercure orbitaient autour du Soleil et non de la Terre. Aucun élément ne permet d'affirmer que ces cultures connaissaient les transits.
Vénus était importante pour les civilisations précolombiennes, en particulier pour les Mayas qui la nommaient Chak ek, « la grande étoile » et lui accordaient peut-être plus d'importance qu'au Soleil ; ils identifiaient Vénus au dieu Kukulkan (équivalent maya de Quetzalcóatl) et basaient leur calendrier essentiellement sur les cycles de Vénus. Dans le Codex de Dresde, les Mayas tracèrent le cycle complet de Vénus, mais malgré leur connaissance précise de ses mouvements, ils ne mentionnent pas le transit.

## Observations modernes

### Argument scientifique

Mesure des heures de transit de Vénus pour déterminer la parallaxe solaire.

Au-delà de sa rareté, l'intérêt de l'observation d'un transit de Vénus est qu'il permet de calculer la taille du système solaire en employant la méthode des parallaxes. La technique consiste à mesurer la légère différence de l'heure de début (ou de fin) du transit observé depuis des points très éloignés de la surface terrestre. L'écart entre les lieux d'observation permet de calculer la distance Soleil-Vénus par triangulation.
Bien qu'au XVIIe siècle les astronomes sussent calculer les distances relatives de chaque planète par rapport au Soleil en termes de distance Terre-Soleil (c'est-à-dire en unité astronomique), cette unité de base n'avait jamais été précisément mesurée.
Johannes Kepler fut le premier à prédire un transit de Vénus pour 1631, mais il ne fut pas observé car la prédiction de Kepler n'était pas assez précise pour déterminer que le transit ne serait pas visible depuis la plus grande partie de l'Europe.

### 1639

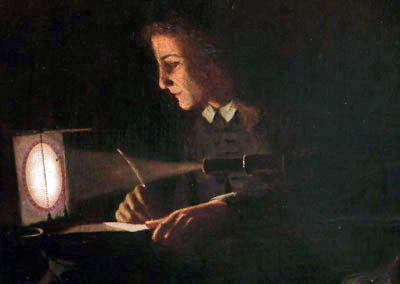
Jeremiah Horrocks faisant la première observation du transit de Vénus de 1639.

La première observation d'un transit de Vénus fut faite par Jeremiah Horrocks depuis son domicile de Much Hoole près de Preston en Angleterre, le 4 décembre 1639 (le 24 novembre selon le calendrier julien alors en vigueur dans ce pays). Son ami William Crabtree observa le transit depuis Salford près de Manchester. Kepler avait prédit les transits de 1631 et 1761 et un frôlement en 1639. Horrocks corrigea les paramètres orbitaux de Vénus établis par Kepler et remarqua que les transits de Vénus auraient lieu par paire séparée de 8 ans et put ainsi prédire celui de 1639. Bien qu'il ne fût pas certain de l'heure exacte, il calcula que le transit commencerait approximativement à 15 h. Horrocks focalisa l'image du Soleil sur un écran à l'aide d'un simple télescope pour l'observer en toute sécurité. Après avoir attendu toute la journée, il eut la chance de voir le transit alors que les nuages qui masquaient le Soleil se dégagèrent à 15 h 15, juste une heure avant le coucher de Soleil. Ses mesures lui permirent de faire des estimations soutenables aussi bien sur la taille de Vénus que sur la distance Terre-Soleil. Son estimation de la distance Terre-Soleil fut de 95,6 millions de kilomètres (soit 0,639 ua) — à peu près les deux tiers de la distance réelle, mais la mesure la plus précise de l'époque. Cependant, les observations de Horrocks ne furent publiées qu'en 1661, bien après sa mort.

### 1761 et 1769
En s'appuyant sur l'observation du transit de Vénus de 1761 depuis l'observatoire de Saint-Pétersbourg, Mikhaïl Lomonossov prédit l'existence d'une atmosphère sur cette planète. Lomonossov détecta la réfraction des rayons solaires et en déduisit que seule la présence d'une atmosphère pouvait expliquer l'apparition d'un anneau de lumière autour de la partie de Vénus qui n'était pas encore en contact avec le disque solaire au début du transit.
La paire de transits de 1761 et 1769 fut utilisée pour calculer précisément la valeur de l'unité astronomique par la méthode des parallaxes décrite par James Gregory dans Optica Promota en 1663. Suivant la proposition faite par Edmond Halley (alors décédé depuis près de vingt ans), de nombreuses expéditions furent organisées vers divers endroits du monde pour observer ces transits, préfigurant les futures collaborations scientifiques internationales. Afin d'observer le premier transit, des scientifiques et explorateurs britanniques, autrichiens et français (tel Jean Chappe) partirent vers des destinations telles que la Sibérie, la Norvège, Terre-Neuve et Madagascar. La plupart réussirent à observer au moins une partie du transit, mais le meilleur résultat fut obtenu par Jeremiah Dixon et Charles Mason au Cap de Bonne-Espérance. Pour le transit de 1769, les scientifiques allèrent dans la baie d'Hudson, en Basse-Californie (alors gouvernée par l'Espagne) et en Norvège en plus du premier voyage du capitaine Cook destiné à mener cette observation depuis Tahiti. L'astronome tchèque Christian Mayer fut invité par Catherine II de Russie pour observer le transit depuis Saint-Pétersbourg, mais ses observations furent surtout gênées par les nuages. L'infortuné Guillaume Le Gentil passa huit ans à voyager dans l'océan indien pour tenter d'observer les deux transits, mais sans succès dans les deux cas ; son absence prolongée lui fit perdre son siège à l'Académie des sciences et ses possessions car ses lettres n'étant jamais arrivées en France, il fut déclaré mort (son histoire devint la trame de la pièce Le Transit de Vénus de Maureen Hunter).
Malheureusement, il fut impossible de dater précisément le début ou la fin du transit à cause du « phénomène de la goutte noire ». Cet effet fut longtemps attribué à l'épaisse couche atmosphérique de Vénus, et était alors considéré comme la première preuve de l'existence de cette atmosphère. Cependant, il est établi depuis au moins les années 1970 que cet effet est un artefact instrumental, potentiellement amplifié par les turbulences atmosphériques terrestres ou les imperfections des appareils optiques.
Contrairement à ce que 
suggère son titre, la référence suivante, omniprésente sur Internet, n'apporte rien de nouveau si ce
n'est une confirmation observationnelle de plus du phénomène.
En 1771, en recoupant les données des transits de 1761 et 1769, l'astronome français Jérôme Lalande établit la valeur de l'unité astronomique à 153 millions de kilomètres (±1 million). La précision fut moins bonne qu'escomptée à cause du phénomène de la goutte noire, mais constituait une amélioration considérable par rapport aux calculs de Horrocks.

### 1874 et 1882

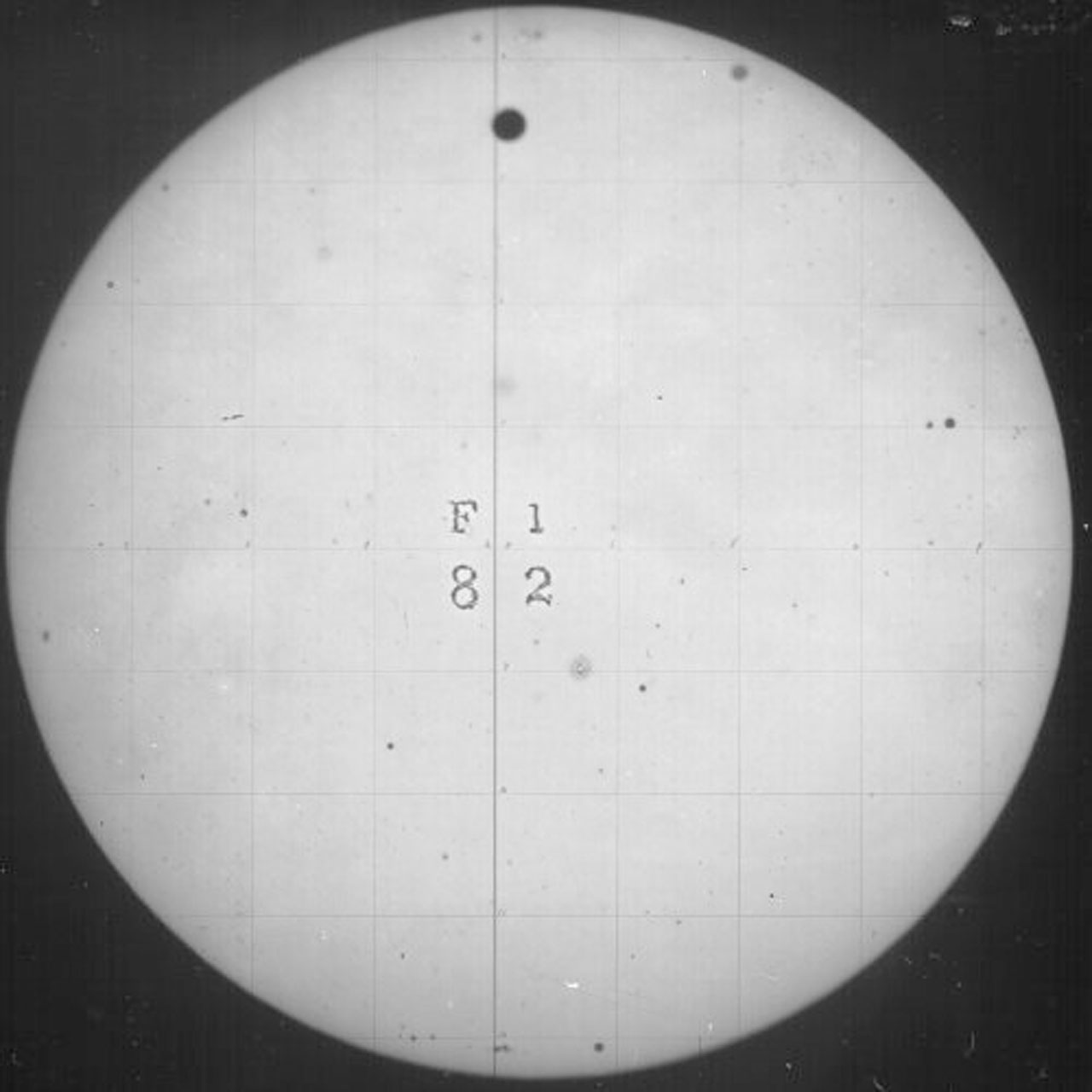
Le transit de Vénus de 1882.

L'observation des transits de 1874 et 1882 permit d'affiner ce résultat. L'astronome américain Simon Newcomb recoupa les données des quatre derniers transits et en déduisit une valeur de 149,9 ± 0,31 Gm.

### 2004 et 2012

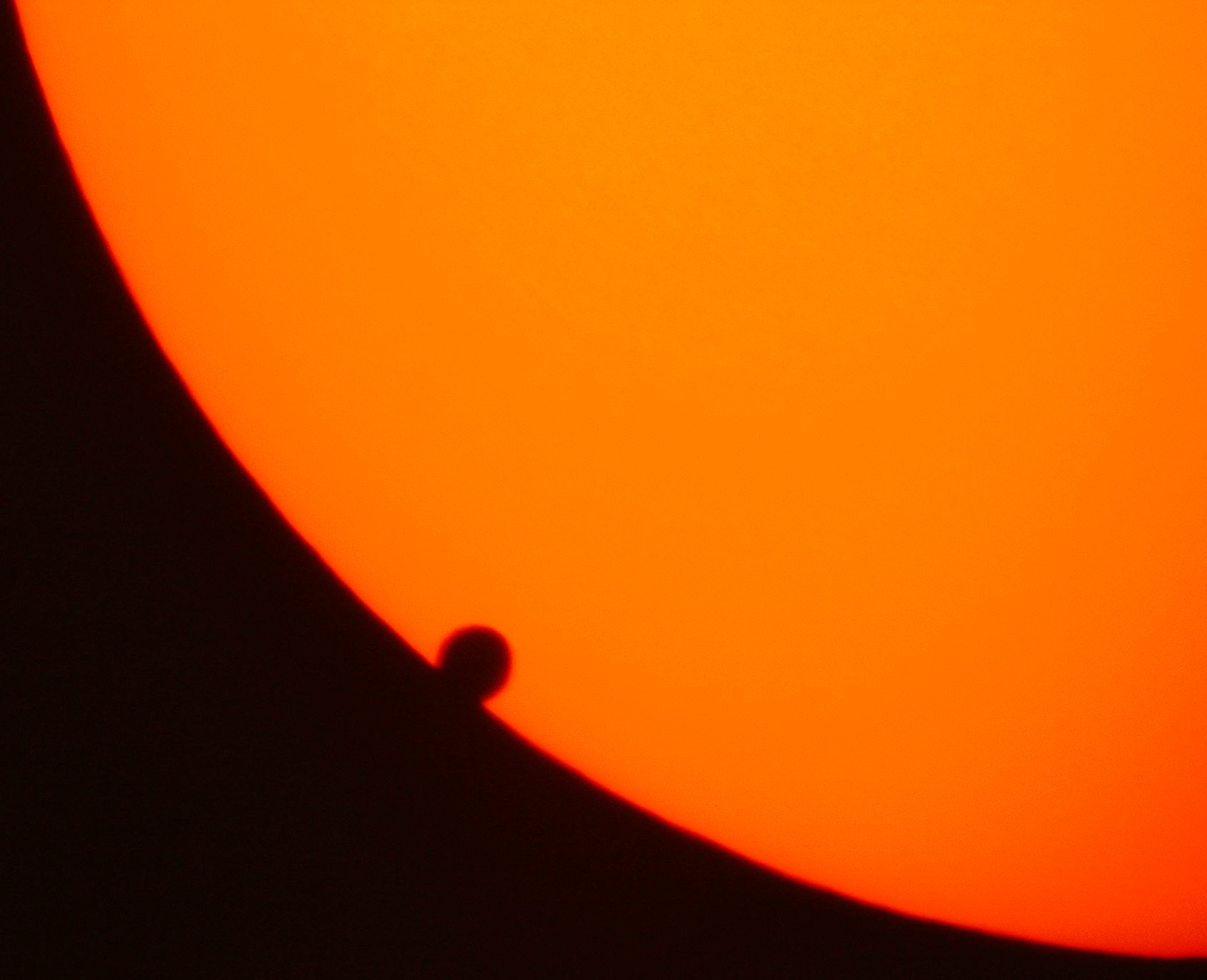
Le phénomène de la goutte noire observé pendant le transit de 2004.

Les techniques modernes utilisant des sondes spatiales et la télémétrie radar ont permis de calculer la valeur de l'unité astronomique avec une précision de 30 m et rendent obsolète la méthode des parallaxes dans ce cadre,.
Le transit de 2004 suscita néanmoins l'intérêt des scientifiques qui mesurèrent les caractéristiques de la diminution de luminosité du Soleil occulté par Vénus, afin d'améliorer les techniques qu'ils comptent mettre en œuvre dans la recherche d'exoplanètes,. Les méthodes de détection originelles se concentrent sur les exoplanètes très massives (plus semblables à Jupiter qu'à la Terre), dont la gravité est suffisante pour faire osciller son étoile de façon mesurable au niveau de son mouvement propre, de sa vitesse radiale ou de l'effet Doppler-Fizeau. Mesurer la baisse d'intensité lumineuse au cours d'un transit est potentiellement plus sensible et permettrait de détecter des planètes plus petites. Cependant, ces mesures requièrent une précision extrême, par exemple, le transit de Vénus provoque une diminution d'intensité du rayonnement solaire d'à peine 0,001 magnitude, et l'effet du transit des petites exoplanètes devrait être aussi faible.
Les passages de 2004 et de 2012 intéressent également les scientifiques dans l'étude de l'atmosphère de Vénus. Lors de l'entrée et la sortie de Vénus du disque solaire, la lumière du Soleil est réfractée par l'atmosphère de la planète et fait apparaitre une auréole autour de Vénus. C'est cette même auréole qui, observée par Mikhaïl Lomonossov en 1761, avait permis à ce dernier de découvrir l'atmosphère de Vénus. L'étude de la photométrie de cette auréole permet de déterminer des paramètres atmosphériques tels que l'échelle de hauteur ou l'altitude des nuages.
Une expédition internationale est d'ailleurs organisée pour observer le passage depuis divers sites autour du Pacifique afin d'obtenir un maximum d'images de l'auréole.

## Transits passés et futurs

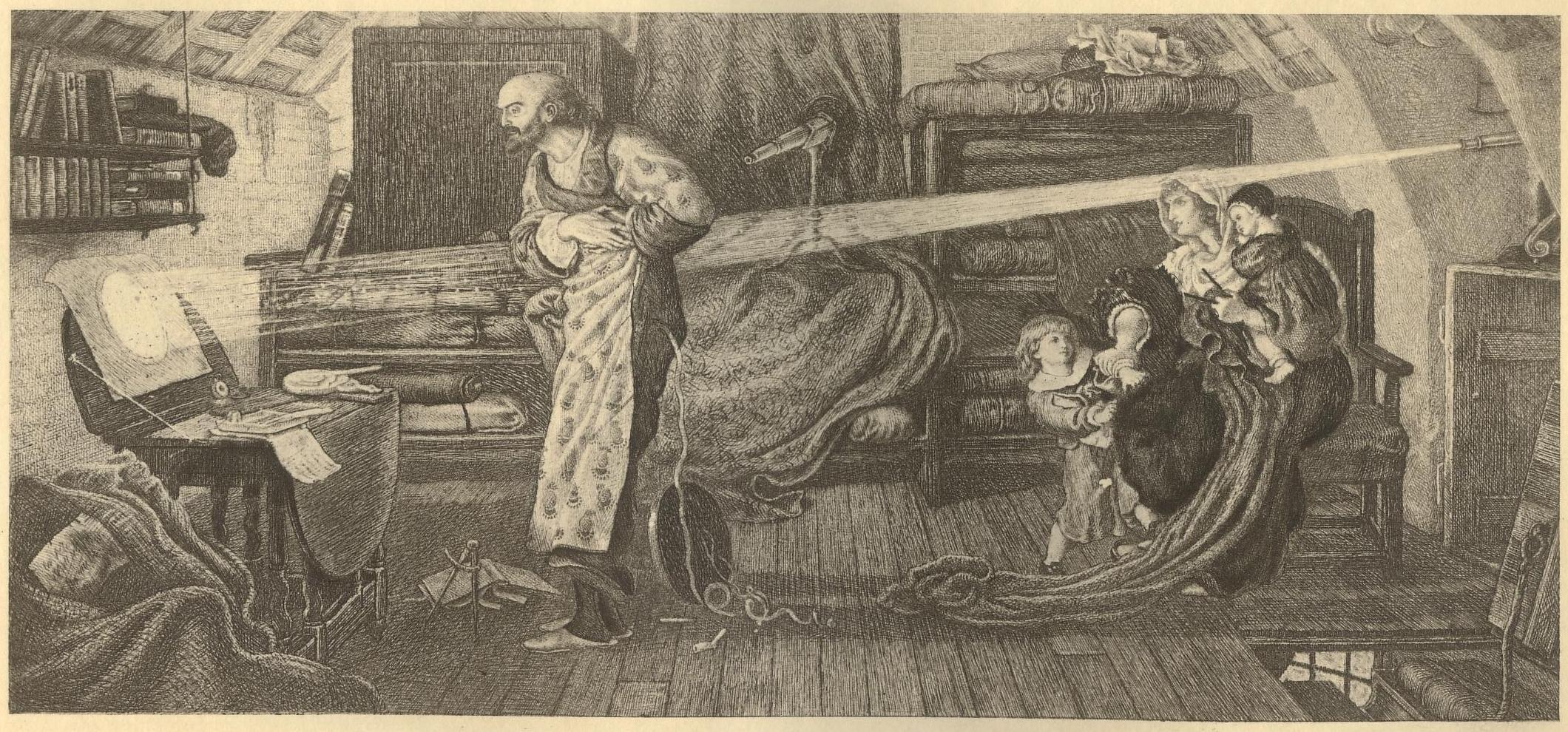
William Crabtree effectuant la première observation du transit de Vénus.

Les transits se déroulent actuellement en juin ou décembre (voir la table). Ces dates avancent lentement dans les saisons ; avant 1631, ils se produisaient en mai et novembre. Les transits arrivent en général par paire, espacés de 8 ans car la durée de 8 années terrestres correspond quasiment avec 13 années de Vénus, ce qui ramène les planètes dans les mêmes positions relatives au bout de cette période. Cette coïncidence explique les transits par paire, mais n'est pas assez précise pour engendrer des triplets car Vénus prend 22 heures d'avance à chaque transit. Le dernier transit qui n'est pas arrivé par paire remonte à 1396, le prochain sera en 3089.
| Date du milieu du transit | Heure (UTC) | Heure (UTC) | Heure (UTC) | Notes | Tracé (HM Nautical Almanac Office) |
| Date du milieu du transit | Début       | Milieu      | Fin         | Notes | Tracé (HM Nautical Almanac Office) |
| ------------------------- | ----------- | ----------- | ----------- | --- | ---------------------------------- |
| 7 décembre 1631           | 03:51       | 05:19       | 06:47       | Prédit par Kepler. |                                    |
| 4 décembre 1639           | 14:57       | 18:25       | 21:54       | Premier transit observé par Horrocks et Crabtree. |                                    |
| 6 juin 1761               | 02:02       | 05:19       | 08:37       | Lomonossov observe l'atmosphère de Vénus. |                                    |
| 3 juin 1769               | 19:15       | 22:25       | 01:35       | Expédition du capitaine Cook à Tahiti. |                                    |
| 9 décembre 1874           | 01:49       | 04:07       | 06:26       | Expédition de Pietro Tacchini à Muddapur, en Inde et de Jacquemart aux îles Campbell. |                                    |
| 6 décembre 1882           | 13:57       | 17:06       | 20:15       | John Philip Sousa compose la marche Le Transit de Vénus à cette occasion. |                                    |
| 8 juin 2004               | 05:13       | 08:20       | 11:26       | Transit de Vénus de 2004 : transit largement diffusé en vidéo par divers médias. |                                    |
| 6 juin 2012               | 22:09       | 01:29       | 04:49       | Transit de Vénus de 2012 : entièrement visible depuis Hawaii, l'Australie, le Pacifique et l'Asie orientale. Début du transit visible en Amérique du Nord, fin du transit visible en Europe de l'Ouest. |                                    |

| Date du milieu du transit | Heure (UTC) | Heure (UTC) | Heure (UTC) | Notes | Tracé (HM Nautical Almanac Office) |
| Date du milieu du transit | Début       | Milieu      | Fin         | Notes | Tracé (HM Nautical Almanac Office) |
| ------------------------- | ----------- | ----------- | ----------- | --- | ---------------------------------- |
| 11 décembre 2117          | 23:58       | 02:48       | 05:38       | Entièrement visible depuis la Chine orientale, le Japon, Taïwan, l'Indonésie et l'Australie. Partiellement visible depuis la côte ouest des États-Unis, l'Inde, la plupart de l'Afrique et le Moyen-Orient. |                                    |
| 8 décembre 2125           | 13:15       | 16:01       | 18:48       | Entièrement visible depuis l'Amérique du Sud et l'est des États-Unis. Partiellement visible depuis l'ouest des États-Unis, l'Europe et l'Afrique.                                                           |                                    |

## Frôlements et transits simultanés
Parfois, Vénus ne fait que frôler le disque solaire durant un transit. Dans ce cas, il est possible que certaines régions de la Terre ne voient qu'un transit partiel (pas de second ni de troisième contact) tandis que ce transit est vu complet depuis d'autres régions. 

Le dernier transit de ce type date du 7 décembre 1631 et le prochain est pour le 13 décembre 2611,.
De même, il est possible que le transit soit partiellement visible depuis certaines régions tandis qu'il ne sera pas observable depuis d'autres. 

La dernière occurrence d'un tel cas remonte au 19 novembre 541 av. J.-C. et la prochaine est pour le 14 décembre 2854. Ce transit de 2854 (le second de la paire 2846 / 2854), ne pourra pas être observé depuis le centre de la face éclairée de la Terre, il ne sera partiellement visible que depuis une partie de l'hémisphère sud.
L'occurrence simultanée d'un transit de Mercure et d'un transit de Vénus est possible, mais se (re)produira dans un futur très lointain : le prochain est prévu pour le 26 juillet 69 163, puis le suivant en l'an 224 508.
L'occurrence simultanée d'une éclipse solaire avec un transit de Vénus est possible mais très rare, la prochaine éclipse simultanée avec un transit de Vénus est prévue le 5 avril 15 232. Le lendemain du transit du 3 juin 1769, il y a eu une éclipse totale de Soleil visible depuis le Labrador, le Groenland et le nord-est sibérien.

## Observation

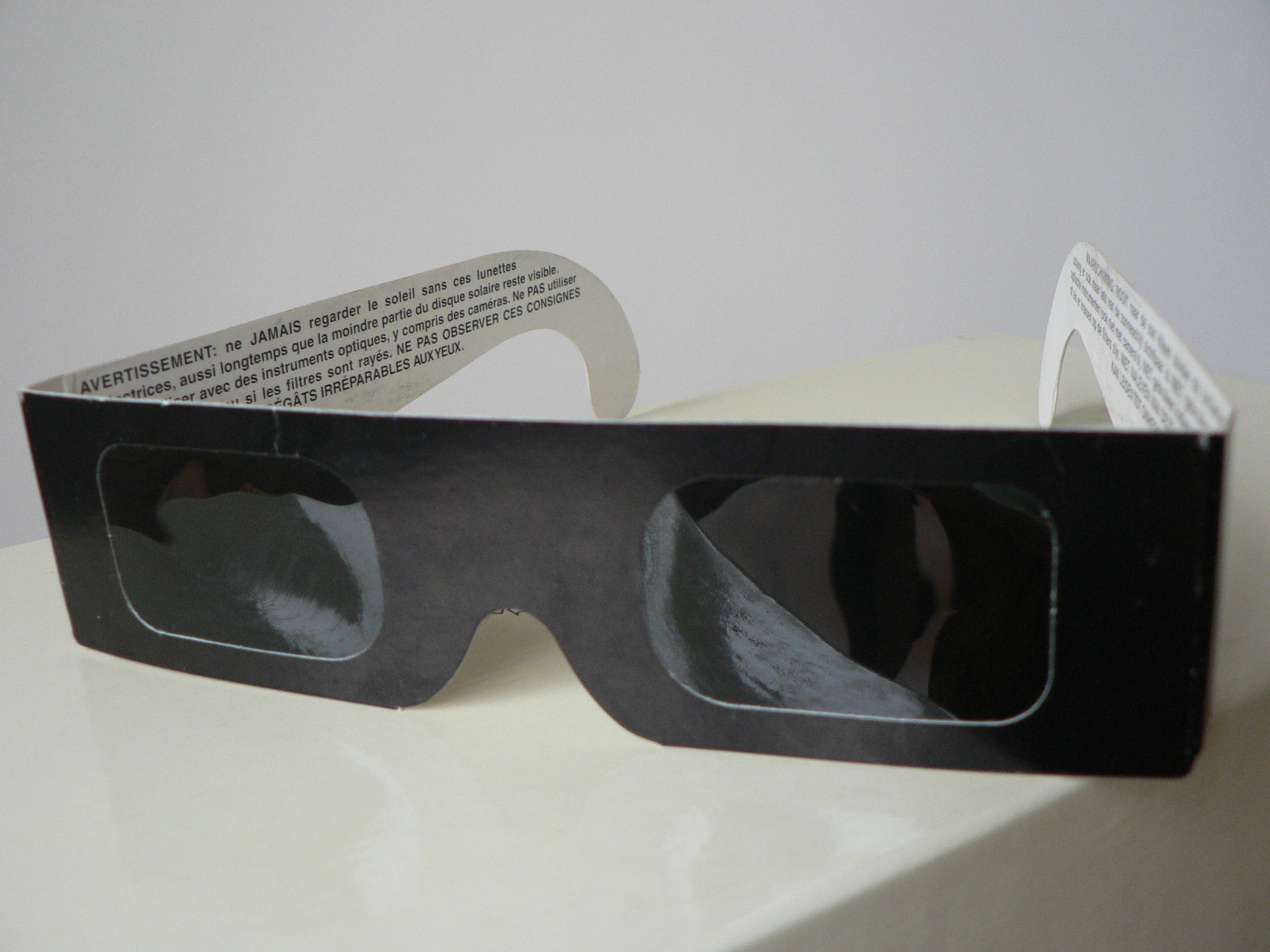
Les lunettes d'observation d'éclipses sont obligatoires pour observer les transits à l’œil nu.

Le moyen d'observation le plus sûr est une observation indirecte : projeter  sur une surface l'image du Soleil à l'aide d'un télescope, de jumelles ou d'un carton percé d'un trou. Mais le phénomène peut aussi être regardé directement grâce à des filtres appropriés tels qu'un filtre solaire d'astronomie revêtu d'une couche de chrome ou des lunettes d'observation d’éclipse solaire.
L'ancienne méthode consistant à utiliser un négatif photo noir & blanc exposé ou certains masques de soudeur ne sont plus considérées comme sûres : les petites imperfections ou perforations du film laissent passer les UV nocifs. De même, un négatif couleur ne contient pas d'argent et est donc transparent aux rayons infrarouges qui peuvent brûler la rétine. Regarder directement le Soleil sans protection peut provoquer une perte temporaire ou permanente des fonctions visuelles en endommageant ou détruisant les cellules rétiniennes,.
Il y a quatre moments clés durant un transit, quand la circonférence de Vénus est tangente à celle du disque solaire :
- 1er contact : Vénus complètement hors du disque solaire et se dirigeant vers lui ;
- 2e contact : Vénus dans le disque solaire et se dirigeant vers l'intérieur ;
- 3e contact : Vénus dans le disque solaire et se dirigeant vers l'extérieur ;
- 4e contact : Vénus complètement hors du disque solaire et s'éloignant de lui[2].

Un cinquième point remarquable concernant les transits les plus longs est le moment où Vénus est au milieu de son chemin à travers le disque solaire, indiquant ainsi que la moitié de la durée du transit est écoulée.

## Dans la culture populaire
- Les deux héros éponymes du roman Mason & Dixon de l'écrivain américain Thomas Pynchon se rendent au Cap[31] en Afrique du Sud pour observer le Transit de Vénus de 1761.
- Le groupe Three Days Grace sort un album intitulé Transit of Venus. Il est publié le 2 octobre 2012, soit quatre mois après la Transit de 2012.